# Andrea Fondelli
Andrea Fondelli (Genova, 1994. február 27. –) olasz válogatott vízilabdázó, a Pro Recco játékosa. Bátyja, Luca Fondelli, a Rari Nantes Camogli játékosa.